# Мишел Фейбър
Мишел Фейбър (на английски: Michel Faber) е роден в Нидерландия англоезичен писател, автор на бестселъри в жанровете научна фантастика и любовен роман.

## Биография и творчество
Роден е на 13 април 1960 г. в Хага, Южна Холандия, Нидерландия, в семейството на Хенк и Елизабет Фейбър. Баща му е механик в компания за автомобилни части, а майка му е фабричен работник. През 1967 г. семейството емигрира в Австралия. Завършва гимназия в предградията на Мелбърн. Учи нидерландски, философия, както и английски език и литература в Университета на Мелбърн, като завършва с бакалавърска степен през 1980 г.
След дипломирането си работи на разни работи – продажби по телефона, почистване и поддръжка на домакинства, в медицински персонал в Мариквил и в болници в Сидни. Първият му брак завършва с развод през 1988 г. През 1989 г. се жени за Ева Йорен, гимназиална учителка и писателка, имат син. През 1993 г. емигрират в Шотландия, където се установяват за постоянно.
Мишел Фейбър започва да пише разкази още от 14 години, а по-късно – и ръкописи на романи, които остават неиздадени. Едва в началото на 90-те, с подкрепата на Ева, започва да участва на литературни конкурси и да печели награди. Първият му сборник с разкази, „Some Rain Must Fall“, е издаден през 1998 г.
Първият му роман, „Под кожата“, е издаден през 2000 г. Смесица от фантастика, хорор и трилър, той веднага става бестселър, печели признанието на читателите и критиката и прави писателя известен. Удостоен е с наградите „Нийл Гън“ и „Ян Сейнт Джеймс“. През 2013 г. е екранизиран в едноименния филм с участието на Скарлет Йохансон и Джеръми Макуилямс.
Следващият му известен роман е „Аленото цвете и бялото“, издаден през 2002 г. Проследяващ жизнения път на една проститутка и издигането ѝ във висшето общество на Лондон през 1870 г., той е определян от критиката като постмодернистичен и феминистичен. През 2011 г. е екранизиран с участието на Ромола Гарай, Крис О'Доуд, Джилиан Андерсън и Аманда Хейл.
Освен като писател, той се занимава и с журналистика. В периода 2001 – 2004 г. пише литературен преглед на книги за шотландски седмичник. От 2005 г. пътува по света като част от кампаниите на „Лекари без граници“ и пише статии за военните конфликти.
Мишел Фейбър живее със семейството си в Единбург, Шотландия.

## Произведения

### Самостоятелни романи
- Under the Skin (2000)
Под кожата, изд.: ИК „Еднорог“, София (2002), прев. Владимир Германов
- The Hundred and Ninety-Nine Steps (2001)
- The Crimson Petal and the White (2002)
Аленото цвете и бялото, изд.: ИК „Еднорог“, София (2005), прев. Боряна Джанабетска
- The Courage Consort (2002)
- The Book of Strange New Things (2014)

### Участие в общи серии с други писатели

#### Серия „Митове“ (Myths)
- The Fire Gospel (2006)

от серията има още 14 романа от различни автори

#### Серия „На други места“ (Elsewhere)
3. Somewhere (2012) – с Роди Дойл и Джаки Кей
от серията има още 4 романа от различни автори

### Сборници
- Some Rain Must Fall: And Other Stories (1998)
- The Fahrenheit Twins (2005)
- The Apple: New Crimson Petal Stories (2006)
Ябълката, изд.: ИК „Еднорог“, София (2008), прев. Боряна Джанабетска
- Vanilla Bright like Eminem (2007)
- Ox-Tales:Water (2009) – с Уилям Бойд, Джайлс Фодън, Естер Фройд, Зоуи Хелър, Хери Кунзу, Майкъл Морпурго, Дейвид Парк и Викрам Сет

### Разкази
- Accountability (1998)
- The Gossip Cell (1998)
- The Crust of Hell (1998)
- Nina's Hand (1998)
- Somewhere Warm and Comfortable (1998)
- The Red Cement Truck (1998)
- Half a Million Pounds and a Miracle (1998)
- Miss Fatt and Miss Thinne (1998)
- Toy Story (1998)
- In Case of Vertigo (1998)
- Fish (1998)
- Some Rain Must Dall (1998)
- Pidgin American (1998)
- The Tunnel of Love (1998)
- Sheep (1998)
- Fortress/Deer Park (2007)

### Документалистика
- Not One More Death (2006) – с Ричард Докинс, Браян Ено, Джон льо Каре и Харолд Пинтър

### Филмография
- 2011 The Crimson Petal and the White – ТВ минисериал
- 2013 Под кожата, Under the Skin – по романа